# Caseta de Comandament del Canal
La Caseta de Comandament del Canal és un edifici del municipi de Sant Fruitós de Bages (Bages) inclosa en l'Inventari del Patrimoni Arquitectònic de Catalunya.

## Descripció
Es tracta d'una petita construcció que amida uns 5 x 2 m aproximadament, de planta rectangular aixecada sobre el canal que pren l'aigua del Llobregat a l'altura del pont de Torroella de Baix.
La part inferior, poc visible per estar pràcticament coberta d'aigua, fou construïda amb grans carreus de pedra i la part superior amb maó vist. La part de baix, que és la que regula l'entrada d'aigua al canal, consta de quatre arcs de pedra.
La caseta feta de maó té dues grans obertures centrades, en forma de cercle amb la base escapçada, emmarcats per maons. D'aquest mateix material està feta la coberta, plana, i també unes balustrades construïdes mitjançant la sobre-posició de peces de diferents amplades, que recorden els balustres tornejats de tradició barroca.

## Història
La caseta es troba a l'entrada del canal, just al marge de la reclosa, la funció de la qual és controlar l'entrada de l'aigua. Els arcs de la base permeten l'entrada d'aigua mitjançant la maquinària, albergada a la caseta de comandament, que fa moure les comportes.
El canal duu el flux del Llobregat a la fàbrica del Pont, situada més avall.